# جرثقیل دروازه‌ای

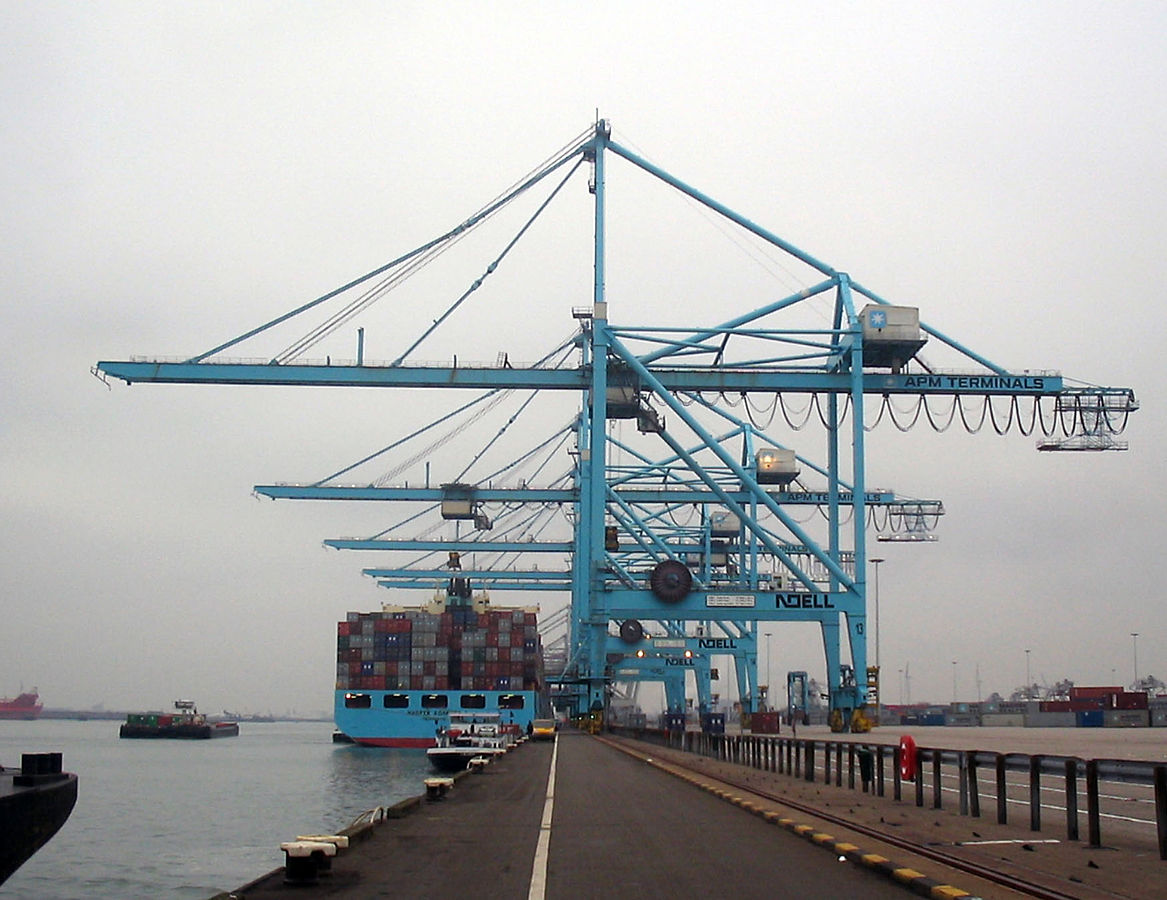
نمای جانبی از یک جرثقیل دروازه‌ای در بندر روتردام.

جرثقیل دروازه‌ای (به انگلیسی: gantry crane) سازه جرثقیلی می‌باشد که ویژه تخلیه و بارگیری کانتینر بر روی شناور است. این جرثقیل‌ها می‌توانند از جرثقیل‌های دروازه‌ای عظیم که قادر به بلند کردن برخی از سنگین‌ترین بارهای جهان هستند تا جرثقیل‌های فروشگاهی کوچک که برای کارهایی مانند بلند کردن موتورهای خودرو از وسایل نقلیه استفاده می‌شوند، متغیر باشند. اصطلاحات جرثقیل دروازه‌ای و جرثقیل سقفی (یا جرثقیل پل) اغلب به جای یکدیگر استفاده می‌شوند، زیرا هر دو نوع بسیاری از کارها را به جای یکدیگر انجام می‌دهند. این دستگاه انواع مختلفی دارد که معروفترین آن zpmc است که در ایران نیز از آن استفاده می‌کنند. برای نمونه ۱۸ دستگاه از این جرثقیل در بندر شهید رجایی موجود است، که شرکت تایدواتر خاورمیانه از آن‌ها بهره‌برداری می‌کند.
نوع دیگر گنتری کرین در صنعت پل‌سازی کاربرد دارد که به صورت خرپای جلو رونده و نصب قطعات پیش‌ساخته بین دهانه‌های پل کاربرد دارد و این نوع دستگاه برای اولین بار در ایران در سال ۱۳۹۱ در پروژه بزرگراه طبقاتی صدر مورد استفاده قرار گرفت.

## انواع

### جرثقیل دروازه‌ای کانتینری
جرثقیل های دروازه‌ای کانتینری سازه‌های با شکوه و چند طبقه‌ای هستند که در بیشتر درگاه‌های کانتینری به کار می‌روند و برای بارگیری کانتینرهای بین وجهی در کشتی‌های کانتینری و خارج از آن استفاده می‌شوند. آنها در امتداد دو ریل (کنار آب و کنار زمین) که بر اساس اندازه جرثقیل مورد استفاده فاصله دارند، کار می‌کنند.

#### قطعات جرثقیل دروازه‌ای کانتینری
سیستم حرکت جانبی:
سیستم حرکت جانبی از دو مجموعه از ده چرخ ریل معمولی به وجود آمده است. حرکت جانبی توسط یک کابین در امتداد چرخ کنار زمین کنترل می‌شود. در طول هر حرکت جانبی، چراغ‌ها و آژیرها برای اطمینان از ایمنی خدمه در مجاورت جرثقیل کار می‌کنند. چرخ‌ها در پایین قاب سیستم مهاربندی عمودی نصب می‌شوند.
قاب و مهاربندهای عمودی:
یک سیستم ساختاری طراحی شده از تیرها که برای پشتیبانی از بوم، کابین، ماشین آلات عملیاتی و محموله در حال بلند شدن، مونتاژ شده است. آنها علائمی را نشان می‌دهند که محدودیت‌ها، الزامات و شناسه ها را توصیف می‌کنند.
بوم (بازو):
ابعاد و اندازه بوم به حدی بزرگ است که از فاصله بسیار زیاد نیز به راحتی قابل تشخیص است. جرثقیل با استفاده بوم یا بازو کار جابجایی بار به صورت افقی و عمودی را انجام می دهد. هر چه بازوی جرثقیل بزرگ تر باشد، این امکان وجود دارد که بار به نقطه ای دورتر از پایه جرثقیل فرستاده شود.
قلاب:
دستگاهی که به صورت عمودی بار را بالا و پایین می‌برد و همچنین به صورت افقی در طول بوم حرکت می‌کند. به جرثقیل‌های کانتینری، قلابی وصل می‌شود تا بتواند طول کانتینر را پوشش دهد و در حین حرکت آن را به طور ایمن در جای خود قفل کند.
کابین عملیاتی:
محفظه‌ای با کفپوش شیشه‌ای است که با استفاده از آن، محموله در حال جابه‌جایی توسط اپراتور مشاهده می‌شود. آسانسورهایی که در امتداد اعضای قاب عمودی قرار دارند برای بالا و پایین بردن خدمه از کابین استفاده می‌شوند.
تجهیزات نگهداری:
برای نگهداری تجهیزات به صورت ثابت در توقف موقتی عملیات، یک پین فولادی در بازوی جرثقیل مربوطه از هر مجموعه چرخ، به سمت پین نگهداری فرو می‌رود. این تنظیم برای جلوگیری از حرکت جانبی روی ریل طراحی شده است. در طوفان‌ها و شرایط اضطراری دیگر، تنظیمات بسته‌سازی استفاده می‌شود. این تنظیمات از حرکت طولی روی ریل و همچنین از لغزش جرثقیل به دلیل سرعت بالای باد جلوگیری می‌کند.
جرثقیل‌های دروازه‌ای کانتینری اغلب به صورت جفت یا گروهی از جرثقیل‌ها، به منظور به حداقل رساندن زمان مورد نیاز برای بارگیری و تخلیه کشتی‌ها استفاده می‌شوند. همانطور که اندازه و عرض کشتی های کانتینری در طول قرن بیستم افزایش یافته است، کارکرد جرثقیل‌های دروازه‌ای کانتینری برای بارگیری و تخلیه موثر کشتی‌ها و به حداکثر رساندن سودآوری و به حداقل رساندن کار کردن در بندر، فردی‌تر شده است. برای مثال، سیستم‌هایی به وجود آمده‌اند که در آن اسکله‌های اختصاصی ساخته می‌شوند که هر بار یک کشتی را به وسیله جرثقیل‌های دروازه‌ای کانتینری در هر دو طرف کشتی، در خود جای می‌دهند. این موضوع باعث دو برابر شدن فضا کاری و همچنین تسریع انجام فرایند می‌شود.
اولین جرثقیل دروازه ای کانتینری کنار اسکله در سال 1959 توسط شرکت Paceco توسعه یافت.

### جرثقیل دروازه‌ای کامل

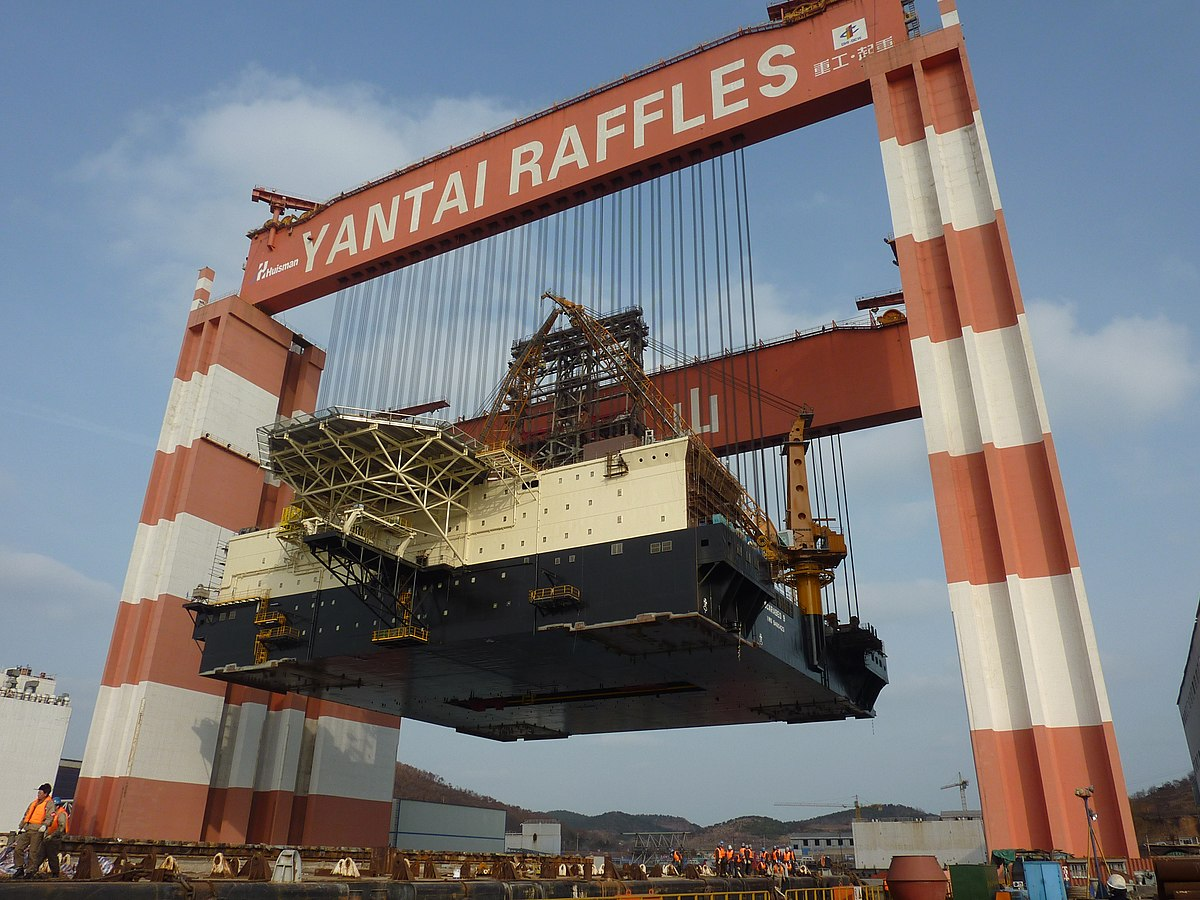
بزرگترین جرثقیل دروازه‌ای جهان در یانتای چین.

جرثقیل دروازه‌ای کامل (جایی که بار در زیر سازه دروازه‌ای باقی می‌ماند و به وسیله یک تیر حمایت می شود.) برای بلند کردن اجسام عظیم مانند موتور کشتی‌ها مناسب می‌باشد، زیرا کل سازه می‌تواند در برابر گشتاور ایجاد شده توسط بار مقاومت کند و نیاز به وزنه‌ای برای برقراری تعادل نمی‌باشد. این نوع جرثقیل‌ها اغلب در کارخانه‌های کشتی‌سازی یافت می‌شوند؛ جایی که از آنها برای جابجایی اجزای کشتی بزرگ با هم، برای ساخت و ساز استفاده می‌شود. آن‌ها از یک سیستم پیچیده از کابل‌ها و اتصالات برای تحمل بارهای عظیمی که توسط جرثقیل‌های دروازه‌ای کامل متحمل می‌شوند، استفاده می‌کنند.
برخی از جرثقیل‌های دروازه‌ای کامل، سامسون و جالوت و تایسون هستند. سامسون و گولیات دو جرثقیل دروازه ای کامل هستند که در کشتی‌سازی هارلند و ولف در بلفاست قرار دارند . دهانه آنها 140 متر (460 فوت) است و می‌توانند بارهای تا 840 تن (830 تن بلند ؛ 930 تن کوتاه ) را تا ارتفاع 70 متر (230 فوت) بلند کنند. در سال 2008، قوی ترین جرثقیل دروازه‌ای جهان، Taisun، که می تواند 20000 تن (19700 تن بلند؛ 22000 تن کوتاه) را بلند کند، در یانتای چین در کارخانه کشتی سازی Yantai Raffles نصب شد. در سال 2012، یک جرثقیل با ظرفیت 22000 تن (21700 تن بلند، 24300 تن کوتاه) با ظرفیت "جرثقیل هونگهای برای ساخت در شهر کیدانگ چین برنامه‌ریزی شده بود و در سال 2014 به پایان رسید.

### جرثقیل دروازه‌ای لاستیکی

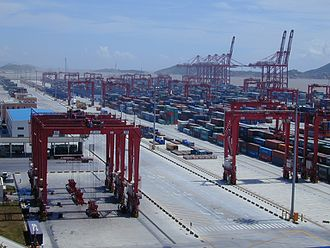
جرثقیل دروازه‌ای لاستیکی در بندر شانگهای.

جرثقیل‌های دروازه‌ای کوچک‌تری نیز در دسترس هستند که روی تایرهای لاستیکی حرکت می‌کنند تا بتوانند بخشی از مسیر را طی کنند. جرثقیل‌های دروازه‌ای لاستیکی برای جابه‌جایی کانتینرها از اسکله‌ها در بسیاری از قسمت‌های محوطه کاری ضروری می‌باشند. برای این کار آن‌ها در اندازه‌های بزرگ، همانطور که در تصویر سمت چپ نشان داده شده است، وجود دارند که برای جابجایی در مسیرهای مختلف راه آهن، جاده یا انبار کردن کانتینرها استفاده می‌شوند. آن‌ها همچنین قادر به بلند کردن کانتینرها با بار کامل تا ارتفاعات بزرگ هستند. سیستم‌های جرثقیل دروازه‌ای قابل حمل، مانند جرثقیل‌های دروازه‌ای لاستیکی، در ترمینال‌ها و پورت‌ها، محدود به اندازه و متکی به حداکثر کردن فضای عمودی و عدم نیاز به حمل کانتینرها در فواصل طولانی، تقاضای زیادی دارند و دلیل آن سرعت نسبتاً آهسته و در عین حال دسترسی بالای جرثقیل‌های دروازه‌ای لاستیکی در مقایسه با سایر اشکال تجهیزات ترمینال کانتینری است.

### جرثقیل قابل حمل

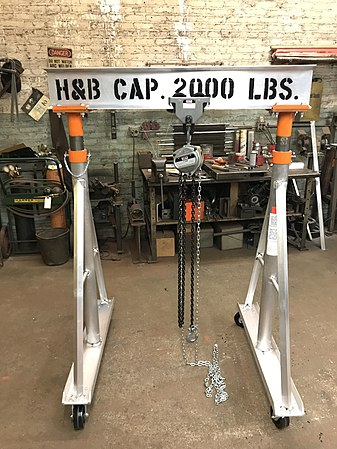
جرثقیل دروازه‌ای قابل حمل با ظرفیت یک تن کوتاه.

جرثقیل دروازه‌ای قابل حمل برای بلند کردن و حمل اقلام کوچکتر، معمولا کمتر از 10 تن (9.8 تن بلند، 11 تن کوتاه) استفاده می شود. آن‌ها به طور گسترده در صنایع تهویه مطبوع، جابه‌جایی ماشین آلات و تاسیسات هنرهای زیبا استفاده می‌شوند. برخی از جرثقیل‌های دروازه‌ای قابل حمل به یک مسیر محصور مجهز هستند. بیشتر جرثقیل‌های دروازه‌ای قابل حمل در هنگام بارگیری، ثابت و در صورت تخلیه، متحرک هستند. جرثقیل دروازه‌ای قابل حمل را می توان با یک بالابر سیمی یا یک بالابر زنجیری با ظرفیت کمتر تجهیز کرد.